# Gorybia picturata
Gorybia picturata là một loài bọ cánh cứng trong họ Cerambycidae.